# Alfred Teggin
Alfred Teggin (ur. 22 października 1860 w Broughton, zm. 23 lipca 1941 w Cleveleys) – angielski rugbysta, reprezentant kraju, krykiecista.
W latach 1884–1887 rozegrał sześć spotkań dla angielskiej reprezentacji w Home Nations Championship zdobywając jedno przyłożenie, które jednak nie miało wówczas wartości punktowej. W krykiecie reprezentował Lancashire County Cricket Club.